# 이겸제
이겸제(李謙濟, 일본식 이름: 福田謙治후쿠다 겐지, 1867년 11월 9일 ~ 1947년 7월 6일)는 구한말 무관으로 개화파의 일원이었고, 일제강점기에는 조선총독부 중추원 참의를 지냈다.

## 생애
현재의 서울 종로구 예지동 출신이다. 가정에서 한학을 수학하고 1885년에 무과에 급제하여 군인이 되었다. 선전관을 거쳐 훈련원 등에서 복무하였으며, 1895년에 참령 계급에 올라 동학농민운동 진압에 참가하였다.
1896년에 경상북도 울진군 군수에 임명되고 1898년에는 대한제국 중추원 의관이 되었다. 1899년을 기준으로 품계는 정3품이었다. 이 해에 일본 정부로부터 훈4등 서보장을 받고, 일본군 훈련을 참관하기도 하였다.
1900년에 일본에 망명하여 7년 동안 체재하였다. 개화파 관료와 군인들이 가담한 유길준의 쿠데타 음모 사건 때문이었으며, 이겸제는 이진호, 이범래와 함께 군부에서 이 사건에 연루되었다.
대한제국 고종이 폐위되고 일본의 영향력이 커진 1907년에 망명을 끝내고 귀국하여 관직에 복귀하였다. 한일 병합 조약이 체결된 이듬해인 1911년에는 이왕직 사무관에 임명되었고, 1915년부터 장기간 중추원 참의를 지냈다.
쇼와 천황 즉위 기념으로 내려진 쇼와대례기념장을 받았고, 중추원 참의로 재직 중이던 1935년을 기준으로 종4위 훈3등에 서위되어 있었다. 같은 해 조선총독부가 시정 25주년을 기념하여 표창한 표창자 명단에도 들어 있었다.
사망 시기는 불명이나, 1945년 8월 15일에 일본이 태평양 전쟁에서 패망하는 시점에 70대 후반의 나이로 중추원 참의직로 재직 중이었다.

## 사후
2002년 발표된 친일파 708인 명단과 2008년 민족문제연구소에서 친일인명사전에 수록하기 위해 정리한 친일인명사전 수록예정자 명단에 모두 선정되었으며 2009년 친일반민족행위진상규명위원회가 발표한 친일반민족행위 705인 명단에도 포함되었다.

## 같이 보기
- 조선총독부 중추원

## 참고자료
- 이겸제(李謙濟) - 국사편찬위원회